# Alsophis antillensis
Espèce
Synonymes
- Psammophis antillensis Schlegel, 1837
- Dromicus leucomelas Duméril, Bibron & Duméril, 1854

Alsophis antillensis, la Couleuvre de la Guadeloupe  est une espèce de serpents de la famille des Dipsadidae.

## Répartition
Cette espèce est endémique de Guadeloupe. Elle se rencontre sur la Basse-Terre notamment sur la Soufrière, très rarement sur la Grande-Terre et à Marie Galante.

## Description
Elle mesure de 90 à 170 cm et pèse environ 5 kg. Elle atteint une longévité de près de 20 ans.
Cette espèce est gravement menacée d'extinction. Il n'en reste maintenant qu'environ 350 spécimens au monde.
Détruite par la déforestation, les agriculteurs, les mangoustes invasives et par beaucoup de personnes simplement par peur des serpents. Elle est aujourd'hui totalement protégée.

## Taxinomie
Les sous-espèces Alsophis antillensis manselli, Alsophis antillensis sibonius, Alsophis antillensis sanctonum et Alsophis antillensis danforthi ont été élevées au rang d'espèce,.

## Étymologie
Son nom d'espèce, composé de antill[es] et du suffixe latin -ensis, « qui vit dans, qui habite », lui a été donné en référence au lieu de sa découverte, les Antilles.

## Publication originale
- Schlegel, 1837 : Essai sur la physionomie des serpens, La Haye, J. Kips, J. HZ. et W. P. van Stockum, vol. 1 (texte intégral) et vol. 2 (texte intégral).